# Formula Renault 2.0 Italia 2007
Formula Renault 2.0 Italia 2007 var ett race som kördes över 14 race. Mika Mäki blev mästare.

## Kalender
| Bana                         | Segrare Race 1     | Segrare Race 2     |
| ---------------------------- | ------------------ | ------------------ |
| ACI Vallelunga Circuit       | Henkie Waldschmidt | Henkie Waldschmidt |
| ACI Vallelunga Circuit       | Mika Mäki          | Jaime Alguersuari  |
| Circuit de Spa-Francorchamps | Roberto Merhi      | Jaime Alguersuari  |
| Circuit Ricardo Tormo        | Mika Mäki          | Jaime Alguersuari  |
| Misano World Circuit         | Stefano Coletti    | Stefano Coletti    |
| Circuito del Mugello         | Mika Mäki          | Mika Mäki          |
| Autodromo Nazionale Monza    | Mika Mäki          | Brendon Hartley    |

## Slutställning
| Plats | Förare             | Poäng |
| ----- | ------------------ | ----- |
| 1     | Mika Mäki          | 274   |
| 2     | Jaime Alguersuari  | 266   |
| 3     | Brendon Hartley    | 236   |
| 4     | Roberto Merhi      | 232   |
| 5     | Mihai Marinescu    | 206   |
| 6     | Daniel Ricciardo   | 196   |
| 7     | Henkie Waldschmidt | 184   |
| 8     | Martin Plowman     | 184   |
| 9     | Oliver Turvey      | 176   |
| 10    | Stefano Coletti    | 164   |